# Louchy-Montfand
Louchy-Montfand è un comune francese di 473 abitanti situato nel dipartimento dell'Allier della regione dell'Alvernia-Rodano-Alpi.

## Società

### Evoluzione demografica
Abitanti censiti